# Dwór w Wolinie
Dwór w Wolinie – barokowy, zabytkowy, dwór w Wolinie. Budynek znajduje się na dziedzińcu urzędu miejskiego przy ulicy Zamkowej 23. Obecnie znajduje się tu Kulturalne Centrum Współpracy Międzynarodowej. 

## Historia
W XII wieku właśnie w tym miejscu stał drewniany dwór słowiańskiego kasztelana. Później – na przełomie XIII i XIV wieku na tym samym placu postawiono zamek książąt pomorskich, który należał do władców szczecińsko-wołgoskich. W 1622 roku zamek został przebudowany, ale już kilka lat później – w roku 1628 – wraz z przyległym klasztorem cysterek spłonął w wyniku pożaru miasta. Zamek książąt pomorskich nazywany był zamkiem wdowim. Stało się tak, ponieważ rezydowały tam wdowy: po zmarłym w 1603 roku Barnimie XII księżna Anna Maria brandenburska. Mieszkała tam 15 lat. Na początku XVII wieku w zamku przebywała księżna Anna Brunszwicka, a od roku 1623 do śmierci w 1636 rezydowała tam również Zofia saska. W drugiej połowie XVII wieku zamek oraz przyległy klasztor w ramach zacierania śladów po księstwie pomorskim zostały rozebrane, pozostały jedynie piwnice. 

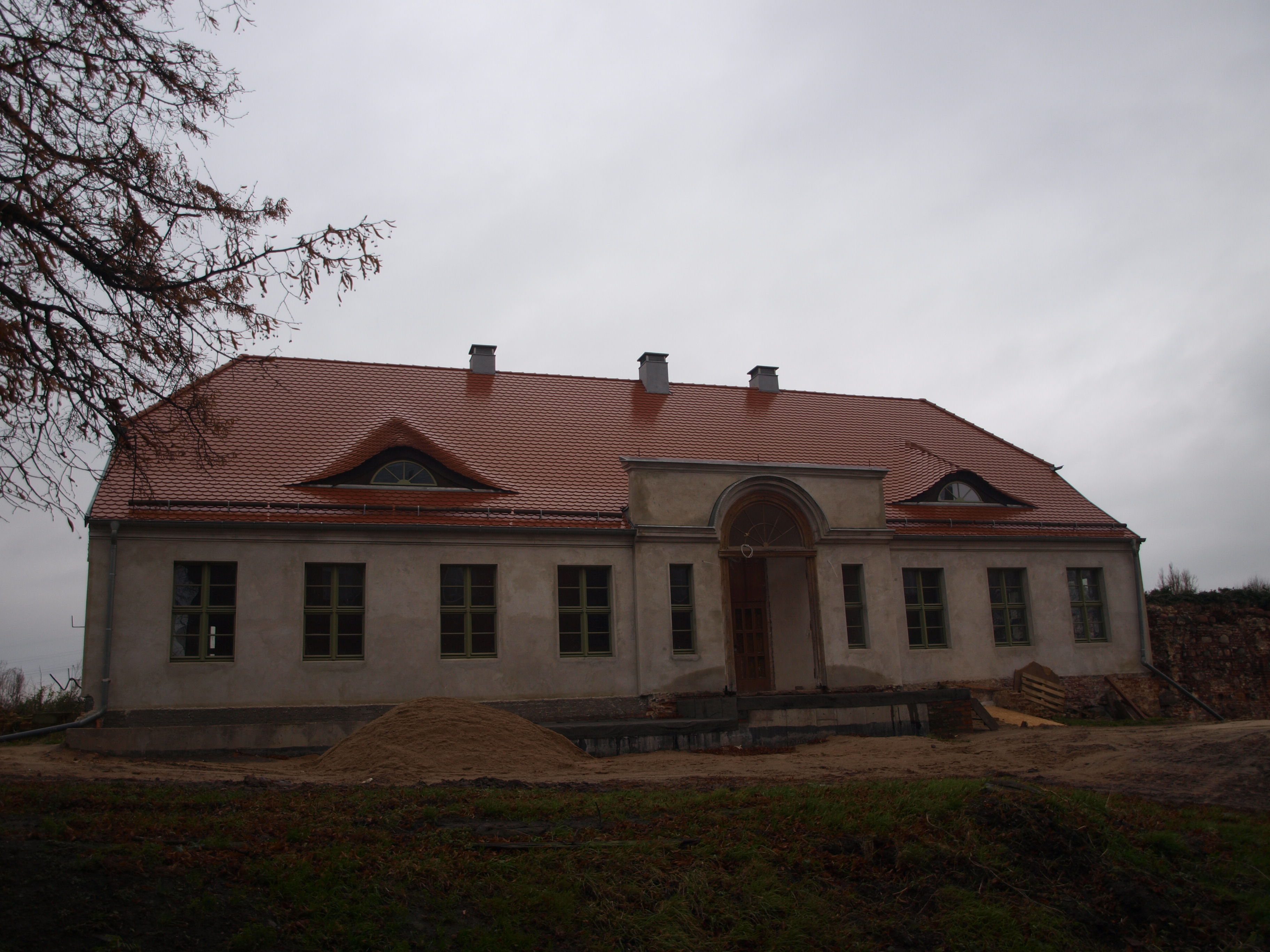
Dwór w tzw. stanie surowym zamkniętym

Na miejscu zamku na przełomie XVIII i XIX wieku rodzina von Belov zbudowała dworek mieszczański lub siedzibę junkierską. Mury dworu nie pokrywają się dokładnie z fundamentami zamku. Jest to widoczne na zewnątrz budynku, gdzie naniesiono na ziemi cegłą gotycką pierwotny zarys zamku i kaplicy przyzamkowej.
W czasie II wojny światowej we dworku siedzibę miała niemiecka policja lub gestapo. Trzymano tam m.in. amerykańskiego pilota, którego samolot rozbił się na pobliskim Półwyspie Rów. W okresie powojennym przez wiele lat działała tam stolarnia zakładu gospodarki komunalnej.

## Remont

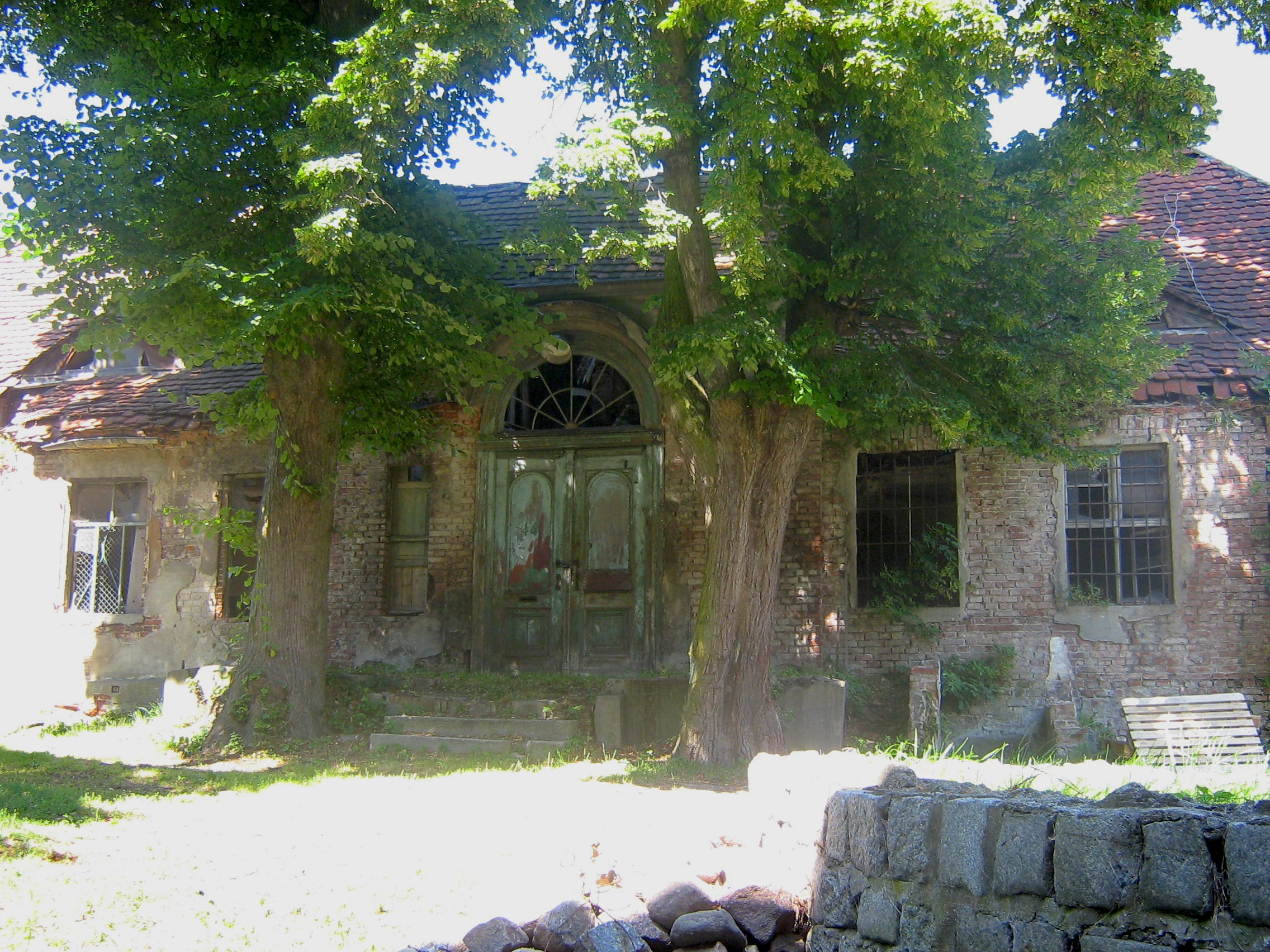
Tak wyglądał budynek jeszcze w roku 2008.

W kwietniu 2009 roku rozpoczęła się rewitalizacja dworu. Remont finansowany był przez Ministerstwo Kultury i Dziedzictwa Narodowego i gminę Wolin. Prace na etapie surowym otwartym zostały zakończone w grudniu tego samego roku. Drugi etap, tj. doprowadzenie do stanu surowego zamkniętego były podobnie jak etapu pierwszego finansowane z ministerstwa i gminy. Rozpoczęły się w sierpniu 2012 roku. Oprócz wykonania stanu surowego zamkniętego wykonano też badania archeologiczne. Podczas trzeciego etapu budynek ostatecznie ukończono oraz zagospodarowano otoczenie wokół budynku. Dwór oddano do użytku 20 grudnia 2012 roku.